# Paul-André Colombani
Pour les articles homonymes, voir Colombani.
Paul-André Colombani, né le  17 aout 1967 à Bastia, est un homme politique français. Nationaliste corse, il est député de la Corse-du-Sud depuis juin 2017.

## Biographie
Après avoir effectué des études de médecine à Marseille, il devient médecin généraliste.
À l'issue du second tour des élections législatives de 2017, il est élu député dans la deuxième circonscription de la Corse-du-Sud, avec 55,22 % des suffrages exprimés, face au député LR sortant, Camille de Rocca Serra. À l'Assemblée nationale, il siège sur les bancs des non-inscrits puis au sein du groupe Libertés et territoires. Il appartient à la commission du Développement durable et de l'Aménagement du territoire.